# Блумстедт, Вяйнё
Вяйне Альфред Блумстедт (фин. Väinö Blomstedt 1 апреля 1871[…], Савонлинна, Санкт-Михельская губерния — 2 февраля 1947, Хельсинки) — финский художник, иллюстратор, рисовальщик и художник по текстилю. Родителями Блумстедта были камрер, асессор Альфред Эмануэль Блумстедт и Ханна Шарлотта Стадиус. Творчество Блумстедта наполнено символизмом и находится отчасти под влиянием японского искусства.
Вайно учился в Школе рисования Финского художественного общества в Хельсинки у Гуннара Берндсона. Затем во Франции вместе с Пеккой Халоненом в Академии Жюлиана в Париже. Испытал влияние Поля Гогена.
В 1898 году Блумстедт участвовал в выставке финских художников в Санкт-Петербурге.
Блумстедт преподавал в Центральной школе искусства и дизайна при Хельсинкском университете.

## Галерея

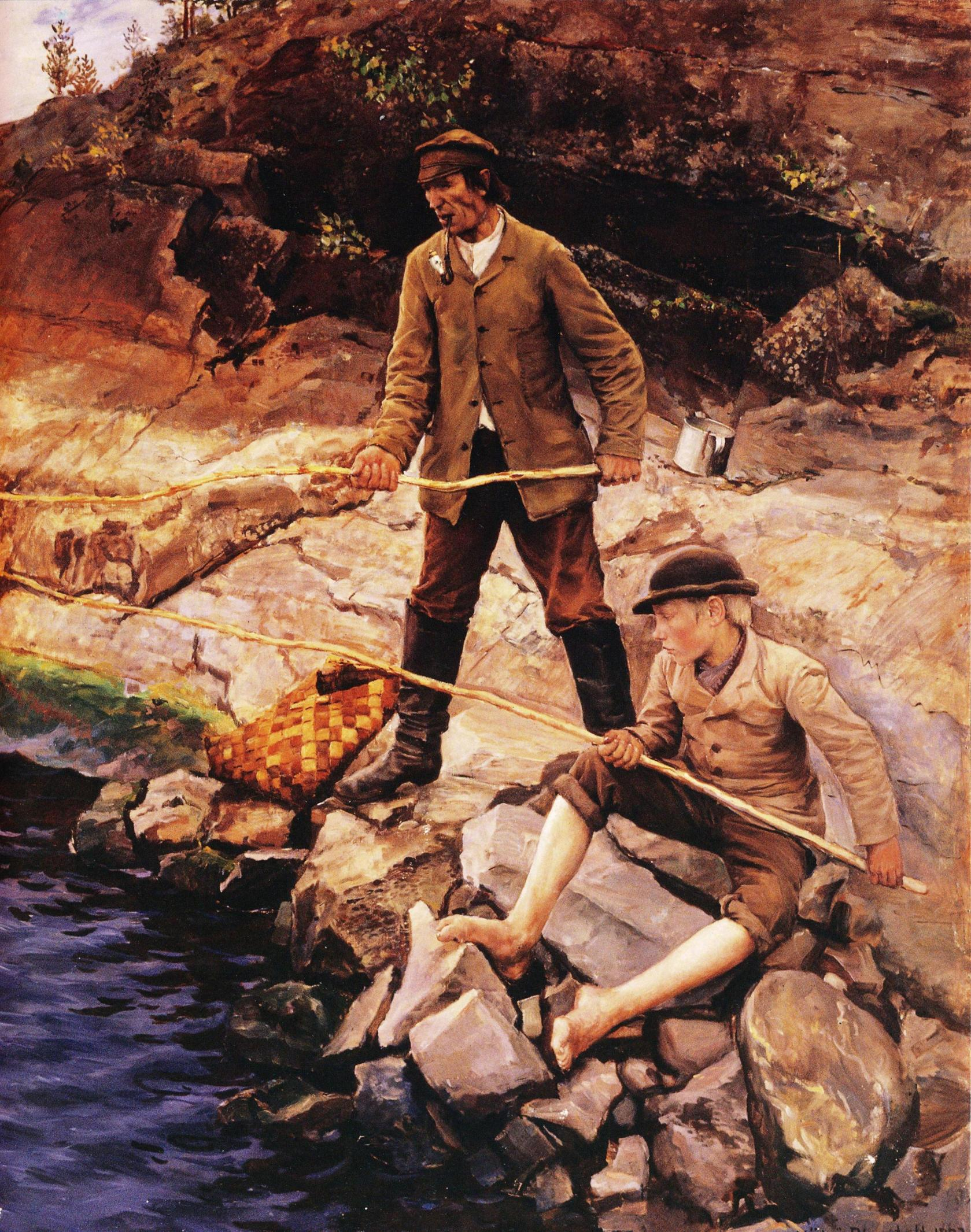
Рыбак Анания, 1893
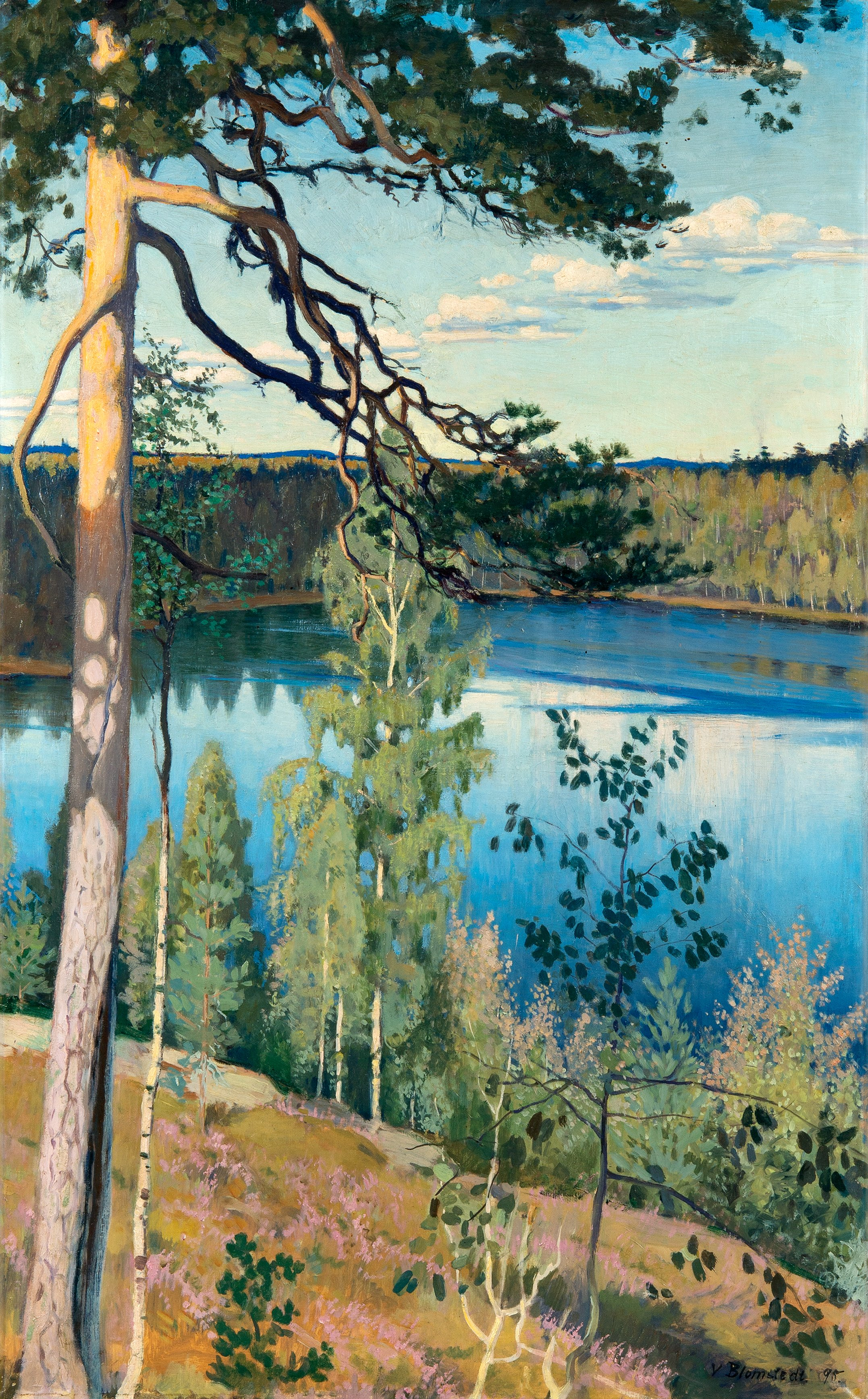
Озеро в лесу, 1895
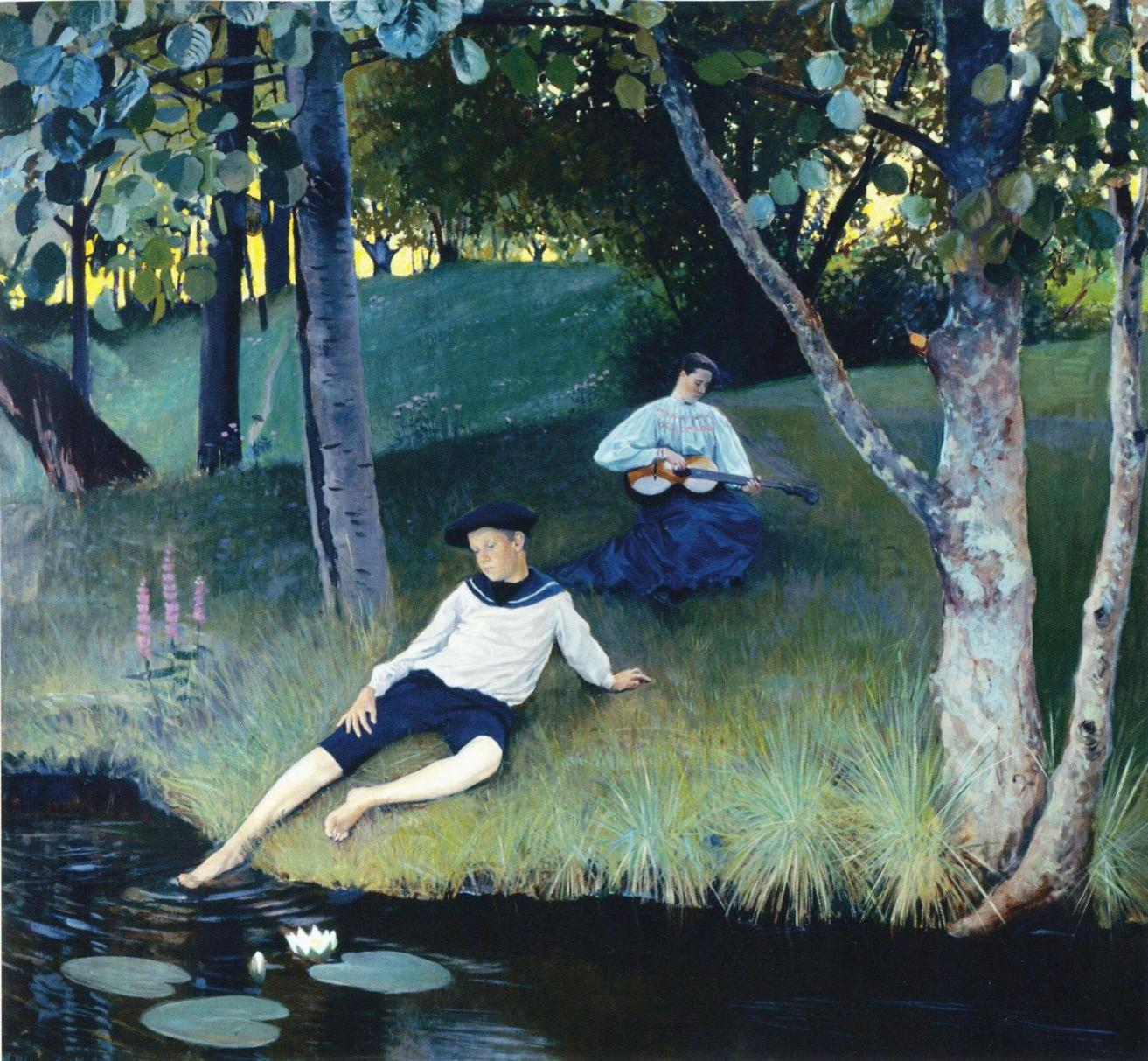
Вид парка, 1895
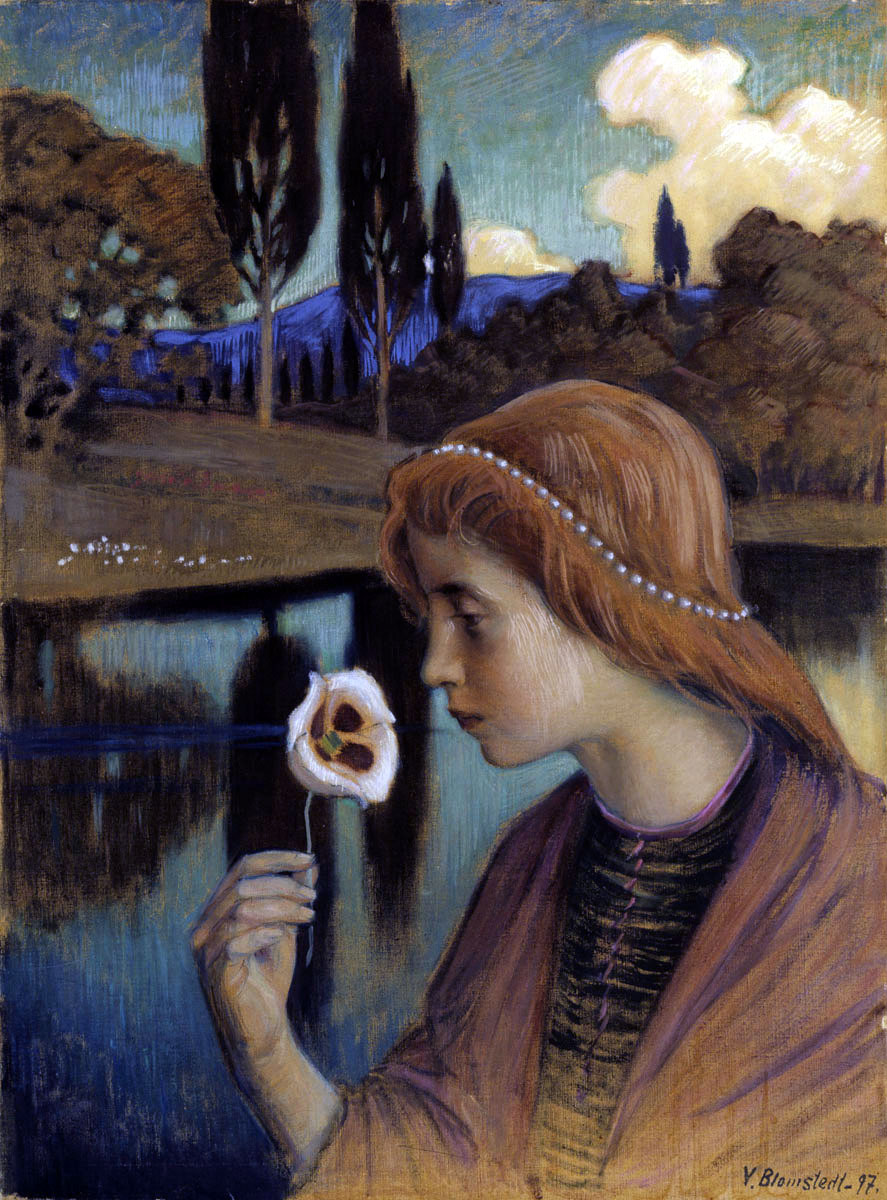
Франческа, 1897
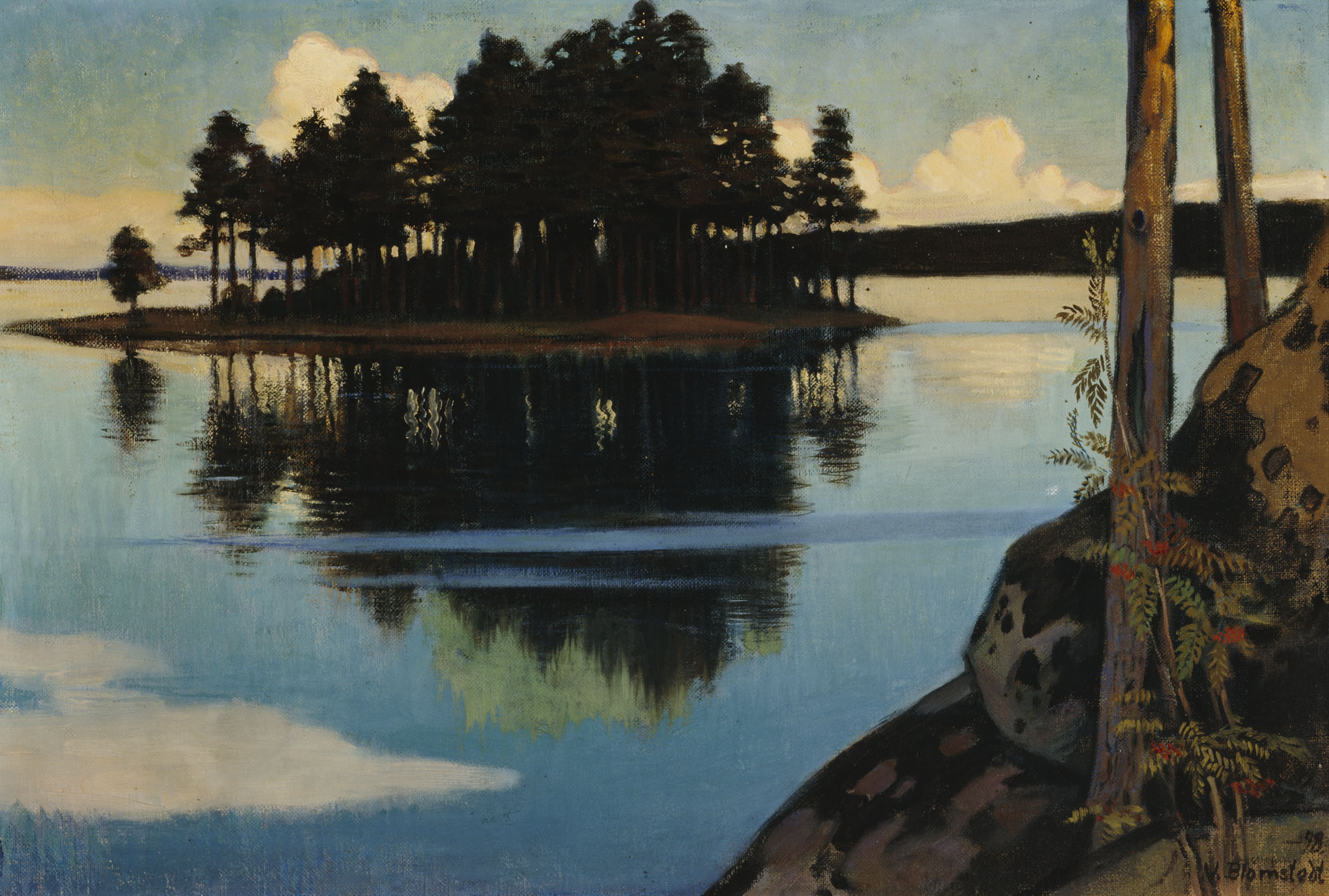
Закат, 1898
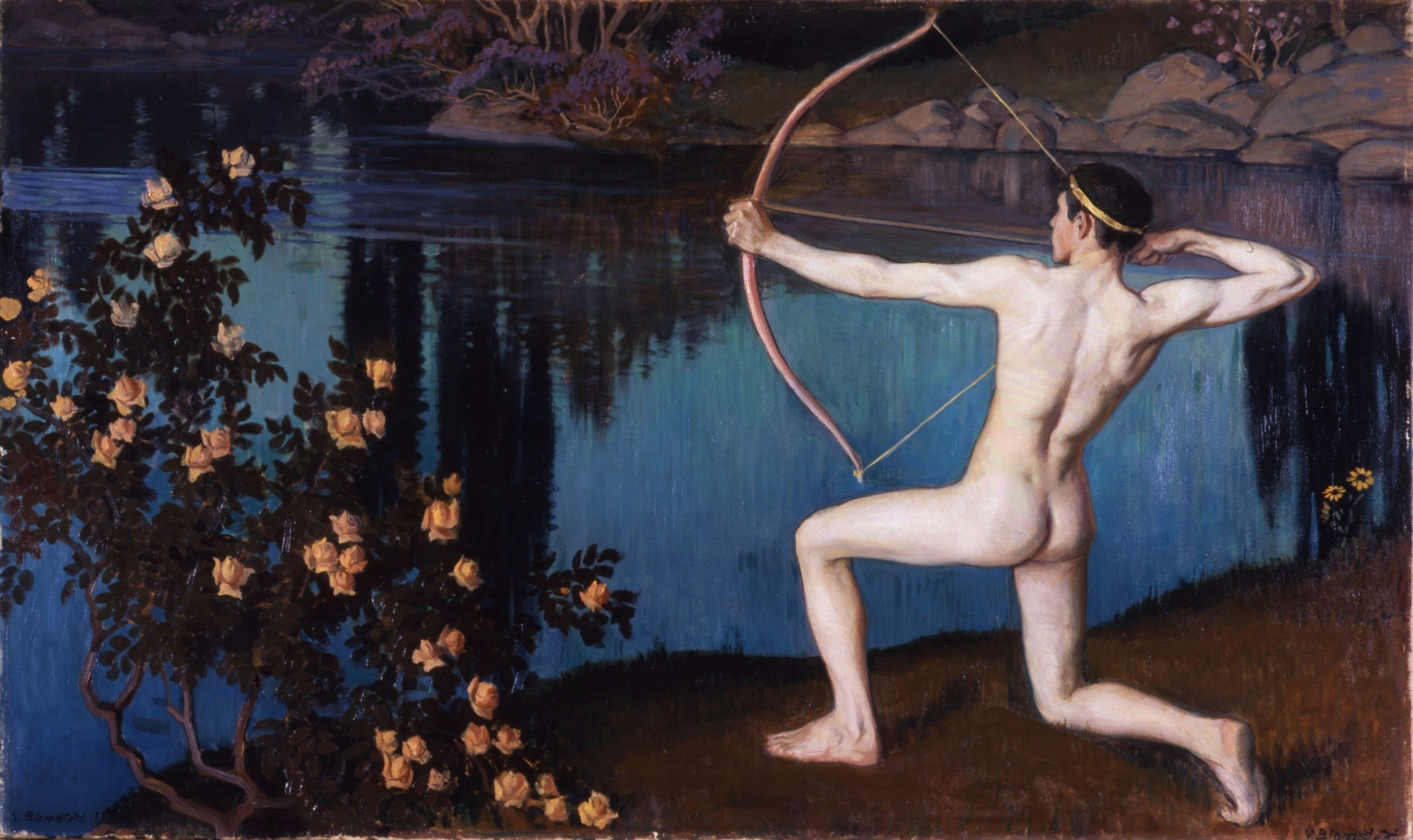
Стрельба из лука, 1898
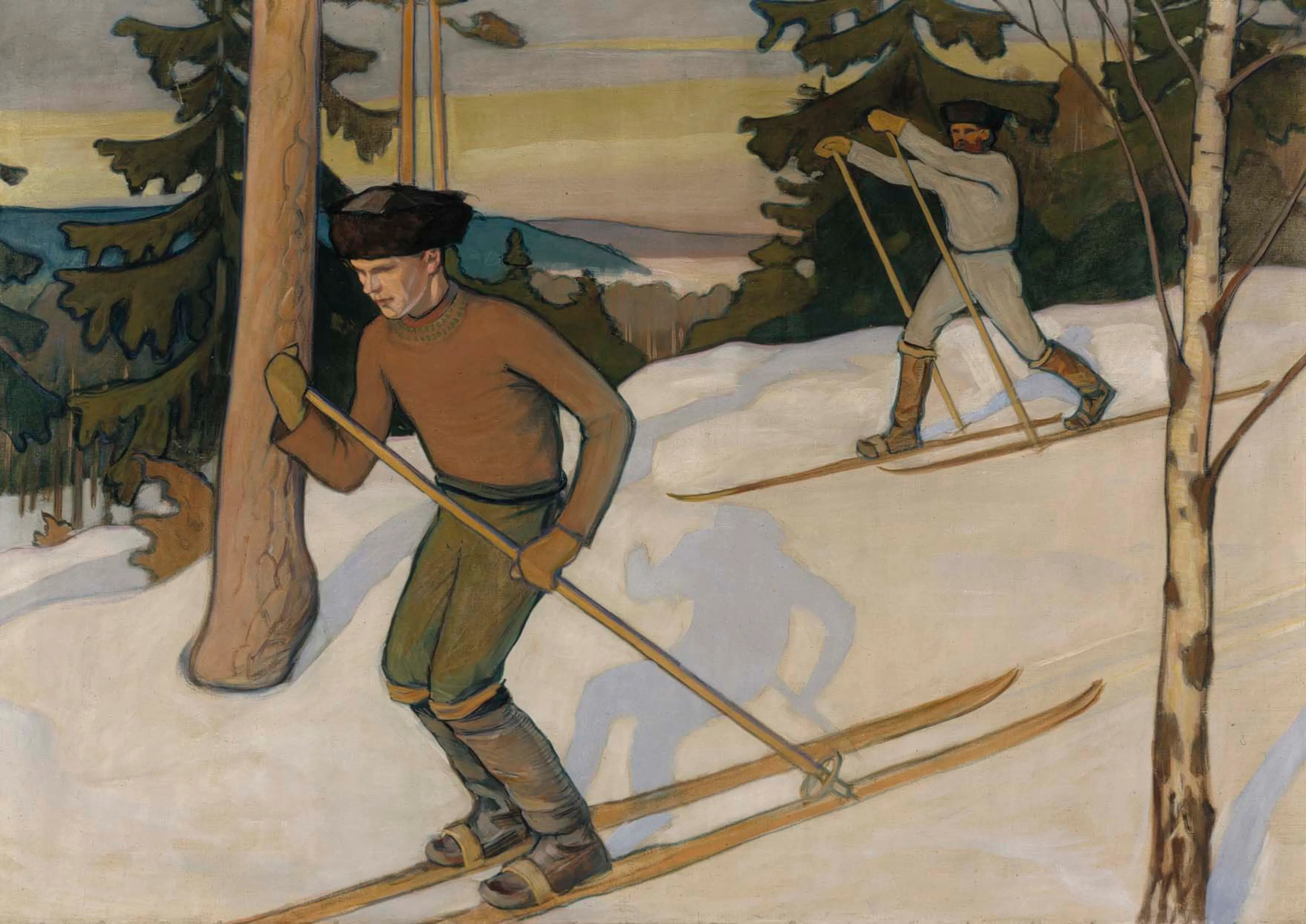
Мальчики лыжники, 1900
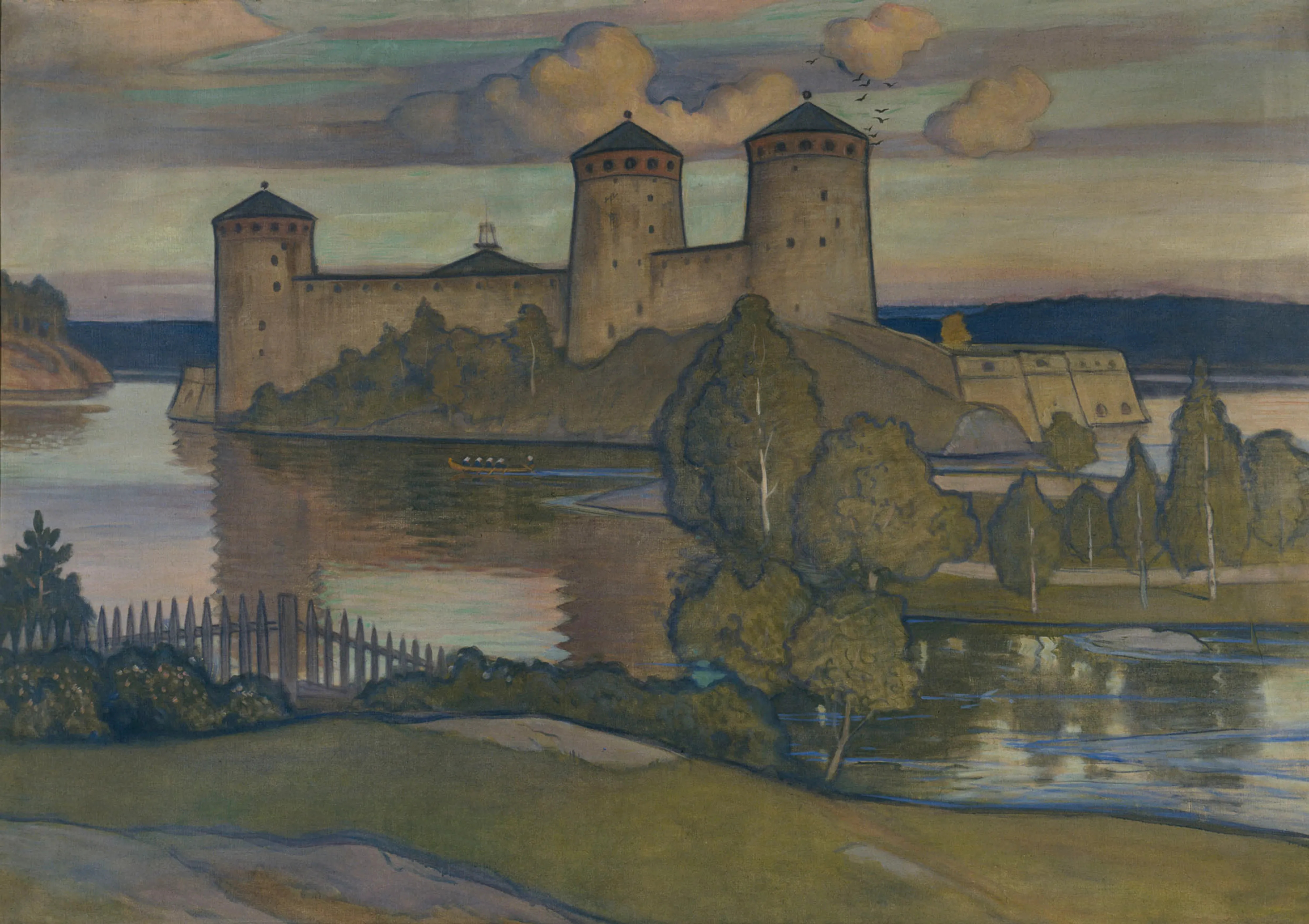
Олафсборг, 1900
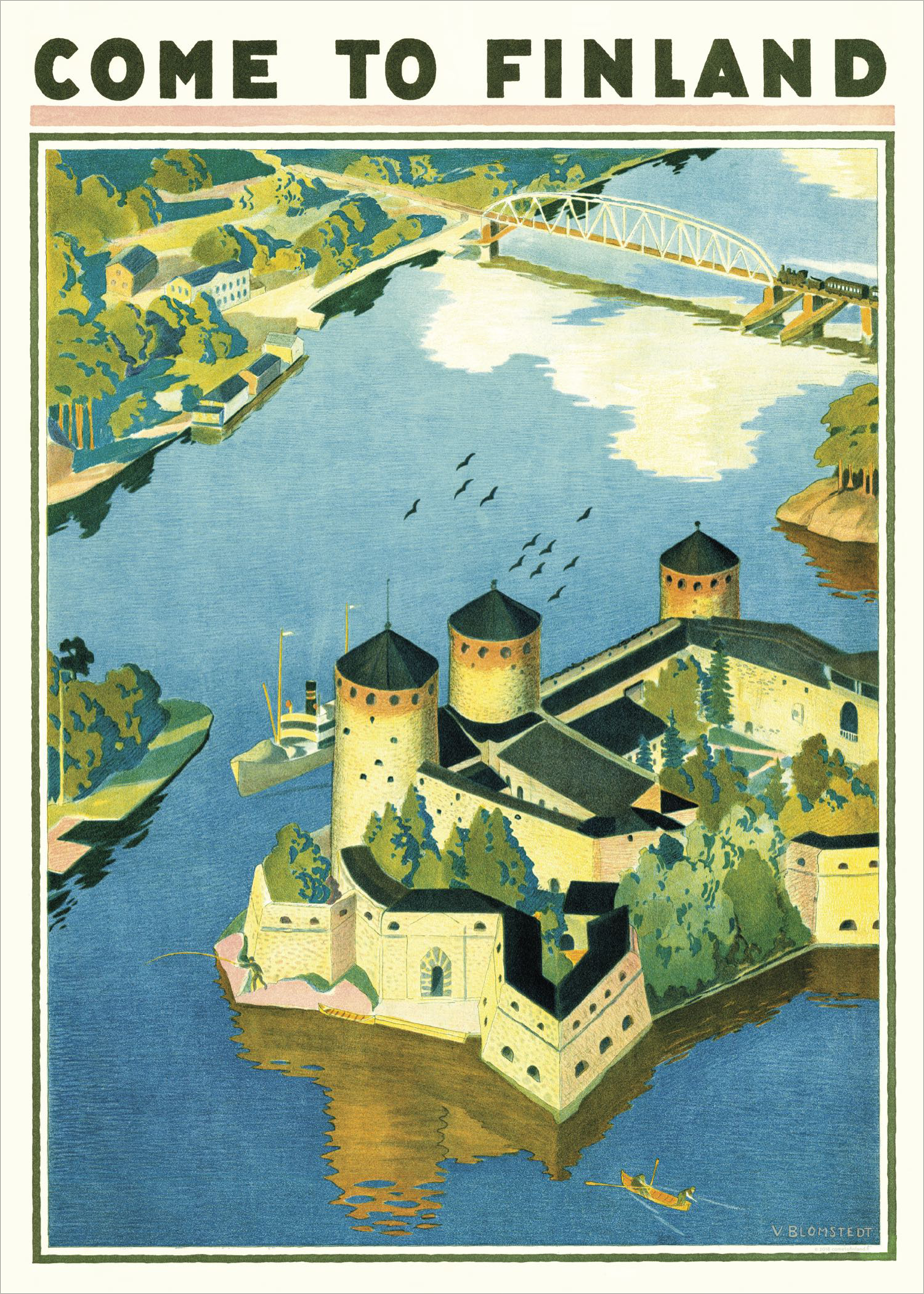
Плакат Приезжайте в Финляндию, 1920-годы